# Kong Vincent
Kong Vincent er en dansk kortfilm fra 2017. 

## Handling
Den selvudnævnte Kong Vincent lider af vrangforestillinger. Han tror, han er konge, og at han driver et stort gods med tjenestefolk og kongelige rådgivere. I virkeligheden er han indlagt på et psykiatrisk hospital. Da den unge, melankolske og forføreriske Natalija bliver indlagt på hospitalet, forandres Vincents ellers fredelige og harmoniske liv sig for altid.

## Medvirkende
- Nikolaj Dencker Schmidt, Vincent
- Marie Boda, Natalija
- Ditte Gråbøl, Psykolog
- Stanislav Sevcik, Vagt
- Anders Back, Håkon
- Jens Andersen, Far
- Jytte Kvinesdal, Køkkenassistent
- David Schack Trappaud, Vagt 2
- Gustav Schläger, Vincent som dreng